# Daniel Davis
Daniel Davis (Gurdon, Arkansas, 26 de novembro de 1945) é um ator estadunidense, mais conhecido do público por ter interpretado o mordomo Niles no seriado de comédia The Nanny.